# Бахметев, Борис Александрович
Бори́с Алекса́ндрович Бахме́тев (1 (13) мая 1880 (по другим данным 20 июля (1 августа)), Тифлис — 21 июля 1951, Брукфилд, штат Коннектикут, США) — русский и американский (с 1934 года) учёный в области гидродинамики, политический и общественный деятель, профессор, инженер-меньшевик, товарищ министра торговли и промышленности, затем посол России в США.

## Биография
Родился в 1880 году в Тифлисе. Его старший брат — штаб-офицер для поручений при начальнике Главного управления военно-учебных заведений Николай Александрович Бахметев (1874—?).
Младенцем был взят на воспитание инженером Александром Павловичем Бахметевым, который был крупным промышленным деятелем на Кавказе, инженером, профессором-гидравликом. Спустя 12 лет, 25 ноября 1892 года Тифлисский окружной суд удовлетворил ходатайство Александра Бахметьева об усыновлении своего воспитанника.
В 1898 году Борис окончил с золотой медалью Тифлисскую классическую гимназию и поступил в Петербургский институт инженеров путей сообщения, который окончил в 1903 году.
Для подготовки к преподавательской деятельности в Петербургском политехническом институте был командирован на два года за границу — год в Европе и год в США с оплатой годовых стипендий 1 500 рублей и 2 450 рублей соответственно.). В 1903—1904 годах обучался в Цюрихском политехническом институте, изучал гидравлику.
В 1904—1905 годах продолжил обучение и практику в США. Изучал методы инженерной работы в США, участвовал в строительстве канала Эри в штате Нью-Йорк. Незадолго до этого, в 1903 году законодательный орган штата Нью-Йорк санкционировал строительство канала для барж штата Нью-Йорк (Нью-Йорк-Стейт-Бардж-Канал) в качестве «улучшения каналов Эри, Освего, Шамплейн, а также каналов Каюга и Сенека».
В 1905 году 25-летний Бахметев женился на Елене Михайловне Сперанской, слушательнице Санкт-Петербургского женского медицинского института.
В сентябре 1905 года был назначен старшим лаборантом по кафедре гидравлики Санкт-Петербургского политехнического института Императора Петра Великого, в 1907 году избран преподавателем курса «Гидротехнические сооружения» на электромеханическом отделении, с 1910 года — преподаватель курса гидравлики (общего и дополнительного) на инженерно—строительном отделении института.
В 1911 году защитил докторскую диссертацию в Институте инженеров путей сообщения.
Увлекался марксизмом, был делегатом на IV (объединительном) съезде РСДРП  в Стокгольме в 1906 году, там был избран членом ЦК РСДРП от фракции меньшевиков.
Бахметев организовал инженерную компанию, которая занималась разработкой технических проектов строительства различных объектов. Одним из заказов было проектирование каменной плотины на реке Сатке в Златоустовском округе Уфимскую губернию. В 1906—1908 годах проектировал комплекс гидроузла на реке Большая Сатка и первого в России завода по производству ферросплавов.

### Общественная деятельность
С начала Первой мировой войны Б. А. Бахметев стал заниматься общественно-политической деятельностью: в 1915 году он включился в работу Международного Красного Креста на территории Российской империи; он являлся членом Центрального военно-промышленного комитета и его Закупочной комиссии, которая занималась организацией поставок снаряжения для русской армии из США и Великобритании.
В 1917 году Бахметев стал товарищем (заместителем) министра торговли и промышленности Временного правительства.
Стал инициатором создания в США Российского гуманитарного фонда («Бахметевский гуманитарный фонд»), который он возглавлял в течение многих лет. Документы разнообразного характера, в том числе и дипломатические, русской эмиграции, которые он собирал долгое время явились основой организованного им архива российский и восточноевропейской истории и культуры Колумбийского университета США, который позднее был назван его именем. Он также был директором организованного при его участии фонда помощи российским студентам.

### Миссия Бахметева. Посол России в США
В апреле 1917 года Временное правительство поручило Бахметеву чрезвычайную дипломатическую миссию для ведения переговоров о получении займа у американского правительства для приобретения сельскохозяйственной техники и инвентаря. Руководителем миссии был назначен Бахметев; в качестве представителя Министерства земледелия в её состав был включен Н. А. Бородин. Миссия отбыла через Владивосток на Тихоокеанское побережье США, откуда специальным поездом переехала в Чикаго. Приезд российской делегации и пребывание в крупнейших городах Америки, включая Нью-Йорк, Вашингтон и Бостон, широко и очень благожелательно освещались в американской прессе.
Новый посол ехал в США через Японию. Нам было интересно, что за дипломата посылает Временное правительство представлять себя за границу. Бахметев показал себя умным и блестящим человеком, но сильно отличался от наших представлений о русском дипломате. <…> Бахметева сопровождало около пятидесяти человек представителей различных министерств с женами, секретарями и даже друзьями секретарей. У всех было очень высокое жалование, невозможное в царской России.
В июне 1917 года миссия была преобразована в посольство России в США, а Бахметев назначен послом Временного правительства в США. После Октябрьской революции в России Бахметев остался в США и, формально оставаясь послом (фактически Советское правительство в 1919—1921 годах в США представлял Людвиг Мартенс), он продолжил свою деятельность в Закупочной комиссии и в работе Русского информбюро в Нью-Йорке. Так как Конгресс критиковал правительство США за поддержку российских дипломатов, более не представлявших действительное правительство России, 30 июня 1922 года Бахметева американские власти перестали признавать послом России и он ушёл в отставку. Бахметев взял на себя заботы об эмигрантах, прибывших из России в США, в том числе он помогал в обустройстве в США таким выдающимся деятелям науки как В. Зворыкин, О. Струве, И. Сикорский, С. Тимошенко.
Бахметев принимал активное участие в разработке проектов документов для Парижской мирной конференции 1919—1920 годов.

### Предпринимательство и научная деятельность
После подписания в 1922 году Рапалльского договора Советской России с Германией Бахметев вернулся к научно-инженерной деятельности. В 1923 году им была открыта в Нью-Йорке консультационная фирма по вопросам проектирования гидравлических систем, а также он являлся одним из учредителей ряда других фирм научно-технического характера. Наиболее тесно Бахметев сотрудничал со спичечной фабрикой «Lion Match Co», в которой он являлся одним из основателей и председателем совета компании. Небольшая фирма вскоре смогла войти в список крупнейших спичечных фирм США, а доходы от этого позволили Бахметеву вернуться к научной деятельности. Из этих денег Бахметев много выделял на благотворительность, финансировал «Новый журнал» и русский детский дом.
В это же время он занимался научными исследованиями по гидродинамике — исследовал переменные потоки жидкости в лаборатории гидравлики Колумбийского университета Нью-Йорка. Он отказался от жалованья в обмен на возможность использования университетской лаборатории. В то время в США теория в области инженерного дела недооценивалась и Бахметев стал реформатором в этой сфере. С 1931 года он стал профессором кафедры гражданского строительства этого университета. Бахметев один из первых применил методы аэродинамики в гидродинамике, что открывало новые перспективы в развитии этой науки о течении жидкостей. В 1945 году Бахметев стал одним из учредителей Инженерного фонда, а также его председателем.
Им были написаны получившие широкую известность такие научные работы по гидродинамике: «Переменные потоки жидкости» (1914), «Гидравлика открытых каналов» (1923), «Механика турбулентного движения» (1936) — в последней книге объединены его лекции, прочитанные инженерам в Принстоне. Ряд его книг был переведён на русский язык и издан в СССР и использовался в ВУЗах, однако при этом информации об авторе (кроме его имени) в них не было.
В середине 1940-х годов Бахметев стал одним из членов — учредителей Американского национального фонда научных исследований, а также он входил в Национальный внешнеполитический совет, Ассоциацию прогресса науки, Академию наук историков Нью-Йорка и Коннектикута.

### Научные награды
За свою работу «Механика турбулентного движения» Бахметев был награждён Большой медалью общества дипломированных инженеров Франции. Он также являлся лауреатом премий Дж. Лори (1937) и Дж. Стивенса (1944), которые были ему присуждены за заслуги в развитии прикладной науки.
В 1945 году он был избран почетным членом Американского общества гражданских инженеров, членом которого он являлся с 1917 года. Он также являлся членом Американского общества инженеров — механиков и Института аэрокосмических наук.
Бахметев являлся любителем и коллекционером работ российских живописцев (в его коллекции находилась картина Зинаиды Серебряковой «Спящая девочка на красном одеяле»), а также коллекционировал русские иконы.
Борис Бахметев умер 21 июля 1951 года в Брукфилде, штат Коннектикут, от сердечного приступа.

## Память
Имя Бахметева носит основанные им Бахметевский гуманитарный фонд и Бахметевский архив российской и восточноевропейской истории и культуры Колумбийского университета.

## Семья
Был женат на Елене Михайловне Сперанской. Вторым браком — на Mary Helander Cole, в 1938.

## Сочинения
- О неравномерном движении жидкости в открытом русле / Проф. Б. А. Бахметов ; Предисловие: А. А. Сабанеев. — Ленинград : Кубуч, 1928. — XI, 275 с., III вклад. л. граф.
- О равномерном движении жидкости в каналах и трубах / Проф. Б. А. Бахметев. — Ленинград : [Кубуч], 1929. — IV, 244, [3] с., 1 вклад. л. граф. : черт., граф.
- Гидравлика: Общий курс / Проф. Б. А. Бахметев. — Ленинград : Кубуч, 1932 (тип. «Печатня»). — XII, 260 с. : черт.
- Механика турбулентного потока / проф. Б. А. Бахметев; Пер. с англ. доц. А. И. Иванченко под ред. проф. А. А. Сабанеева. — Ленинград ; Москва : Госстройиздат, 1939. — 90 с. : черт. и граф.